# Paracontias ampijoroensis
Espèce
Paracontias ampijoroensis est une espèce de sauriens de la famille des Scincidae.

## Répartition
Cette espèce est endémique de la région de Boeny à Madagascar. Elle se rencontre dans le parc national d'Ankarafantsika vers 153 m d'altitude.

## Étymologie
Son nom d'espèce, composé de ampijoro[a] et du suffixe latin -ensis, « qui vit dans, qui habite », lui a été donné en référence au lieu de sa découverte, Ampijoroa.

## Publication originale
- Miralles, Jono, Mori, Gandola, Erens, Köhler, Glaw & Vences, 2016 : A new perspective on the reduction of cephalic scales in fossorial legless skinks (Squamata, Scincidae). Zoologica Scripta.